# بهنام خاکسار
بهنام خاکسار طراح جلوه‌های ویژه بصری سینما و تلویزیون است.
او برندهٔ سیمرغ بلورین بهترین جلوه‌های ویژه بصری از سی و یکمین دوره جشنواره فیلم فجر برای فیلم عقاب صحرا و تندیس هفدهمین جشن خانه سینما برای فیلم میهمان داریم است.

## فیلم‌شناسی
- اخراجی‌ها ۱ [۵] ۱۳۸۵
- محافظ ۱۳۸۶
- ستاره خضراء (تله فیلم ) ۱۳۸۶
- پوسته ۱۳۸۷
- کارناوال مرگ ۱۳۸۷
- عصر روز دهم [۶] ۱۳۸۸
- پایان دوم ۱۳۸۹
- خودزنی ۱۳۸۹
- من و زیبا ۱۳۹۰
- سیزده ۱۳۹۱
- عقاب صحرا ۱۳۹۱
- بشارت به یک شهروند هزاره سوم ۱۳۹۱
- پل چوبی ۱۳۹۲
- دل بی‌قرار [۷] ۱۳۹۲
- شهابی از جنس نور ۱۳۹۲
- فرشته‌ها با هم می‌آیند ۱۳۹۲
- پنجاه قدم آخر ۱۳۹۳
- مهمان داریم ۱۳۹۳
- طبقه حساس ۱۳۹۳
- عبور از مه (روزگاری عشق وخیانت) ۱۳۹۳
- دو ۱۳۹۴
- گینس ۱۳۹۴
- پولک (نمره ۴) ۱۳۹۴
- قشنگ وفرنگ (وقتی برگشتم) ۱۳۹۴
- درسکوت ۱۳۹۴
- امکان مینا ۱۳۹۴
- هجوم ۱۳۹۵
- سارا و آیدا [۸] ۱۳۹۵
- لابی ۱۳۹۵
- خرگیوش [۹] ۱۳۹۵
- کمدی انسانی [۱۰] ۱۳۹۵
- اکسیدان ۱۳۹۶
- مغزهای کوچک زنگ زده [۱۱] ۱۳۹۶
- جشن دلتنگی [۱۲] ۱۳۹۶
- ما همه با هم هستیم [۱۳] ۱۳۹۷
- معکوس ۱۳۹۷
- سونامی ۱۳۹۷
- زعفرانیه ۱۴ تیر [۱۴] ۱۳۹۷
- پسر کشی ۱۳۹۸
- ملاقات با جادوگر ۱۳۹۸
- کوکتل مولوتف   ۱۴۰۲
- برهوت ۱۴۰۲
- کانکشن ۱۴۰۲
- انتهای مسیر شب  ۱۴۰۲
- خاتی   ۱۴۰۳

## سریال
- آشیانه سیمرغ شیخ بهایی ۱۳۸۳
- عمارت فرنگی ۱۳۸۷
- سرزمین کهن ۱۳۸۷
- کیمیاگر ۱۳۸۷
- سال‌های مشروطه ۱۳۸۷
- از یاد رفته ۱۳۸۸
- تبریز در مه ۱۳۸۹
- شهرزاد فصل اول ۱۳۹۲
- گاهی به پشت سر نگاه کن ۱۳۹۲
- خسوف ۱۴۰۰
- آتش و باد ۱۴۰۲
- شریک جرم ۱۴۰۲

## جوایز
- دریافت سیمرغ بلورین بهترین جلوه‌های بصری در سی و یکمین جشنواره بین‌المللی فیلم فجر برای فیلم عقاب صحرا
- دریافت تندیس بهترین جلوه‌های بصری از هفدهمین جشن خانه سینما برای فیلم مهمان داریم.
- نامزد دریافت سیمرغ بلورین بهترین جلوه‌های بصری از سی و دومین جشنواره بین‌المللی فیلم فجر برای فیلم طبقه حساس
- نامزد دریافت سیمرغ بلورین بهترین جلوه‌های بصری از بیست و هشتمین جشنواره بین‌المللی فیلم فجر برای فیلم عصر روز دهم
- نامزد دریافت سیمرغ بلورین بهترین جلوه‌های بصری از بیست و پنجمین جشنواره بین‌المللی فیلم فجر برای فیلم اخراجی‌ها ۱
- نامزد بهترین جلوه‌های بصری از بیستمین جشن بزرگ سینمای ایران برای فیلم سارا و آیدا